# Campeonato Europeu de Esportes Aquáticos de 1974
O Campeonato Europeu de Esportes Aquáticos de 1974 foi a 13ª edição do evento organizado pela Liga Europeia de Natação (LEN). A competição foi realizada entre os dias 18 e 25 de agosto de 1974, em Viena na Áustria. Nessa edição ficou marcada a entrada do nado sincronizado no cronograma de eventos feminino. 

## Medalhistas

### Natação
Masculino
| Evento          | Ouro                                                                                  | Ouro     | Prata                                                                                    | Prata    | Bronze                                                                             | Bronze   |
| 100 m Livre     | Peter Nocke · Alemanha Ocidental                                                      | 52.18    | Vladimir Bure · União Soviética                                                          | 52.19    | Klaus Steinbach · Alemanha Ocidental                                               | 52.31    |
| 200 m Livre     | Peter Nocke · Alemanha Ocidental                                                      | 1:53.10  | Klaus Steinbach · Alemanha Ocidental                                                     | 1:53.72  | Aleksandr Samsonov · União Soviética                                               | 1:53.74  |
| 400 m Livre     | Aleksandr Samsonov · União Soviética                                                  | 4:02.11  | Bengt Gingsjö · Suécia                                                                   | 4:03.79  | Andrey Krylov · União Soviética                                                    | 4:04.32  |
| 1500 m Livre    | Frank Pfütze · Alemanha Oriental                                                      | 15:54.57 | James Carter · Reino Unido                                                               | 15:54.78 | Igor Yevgrafov · União Soviética                                                   | 16:04.42 |
| 100 m Costas    | Roland Matthes · Alemanha Oriental                                                    | 58.21    | Lutz Wanja · Alemanha Oriental                                                           | 58.66    | Zoltán Verrasztó · Hungria                                                         | 58.78    |
| 200 m Costas    | Roland Matthes · Alemanha Oriental                                                    | 2:04.64  | Zoltán Verrasztó · Hungria                                                               | 2:04.96  | Robert Rudolf · Hungria                                                            | 2:07.52  |
| 100 m Peito     | Nikolay Pankin · União Soviética                                                      | 1:05.63  | Walter Kusch · Alemanha Ocidental                                                        | 1:06.04  | David Leigh · Reino Unido                                                          | 1:06.17  |
| 200 m Peito     | David Wilkie · Reino Unido                                                            | 2:20.42  | Nikolay Pankin · União Soviética                                                         | 2:22.84  | David Leigh · Reino Unido                                                          | 2:23.79  |
| 100 m Borboleta | Roger Pyttel · Alemanha Oriental                                                      | 55.90    | Roland Matthes · Alemanha Oriental                                                       | 56.68    | Folkert Meeuw · Alemanha Ocidental                                                 | 57.60    |
| 200 m Borboleta | András Hargitay · Hungria                                                             | 2:03.80  | Brian Brinkley · Reino Unido                                                             | 2:04.13  | Hartmut Flöckner · Alemanha Oriental                                               | 2:04.55  |
| 200 m Medley    | David Wilkie · Reino Unido                                                            | 2:06.32  | Christian Lietzmann · Alemanha Oriental                                                  | 2:07.61  | András Hargitay · Hungria                                                          | 2:09.08  |
| 400 m Medley    | András Hargitay · Hungria                                                             | 4:28.89  | Christian Lietzmann · Alemanha Oriental                                                  | 4:30.32  | Andrey Smirnov · União Soviética                                                   | 4:32.48  |
| 4x100 m Livre   | Alemanha Ocidental · Klaus Steinbach · Gerhard Schiller · Kersten Meier · Peter Nocke | 3:30.61  | União Soviética · Vladimir Bure · Aleksandr Samsonov · Anatoly Rybakov · Georgiy Kulikov | 3:32.01  | Alemanha Oriental · Roger Pyttel · Roland Matthes · Wilfried Hartung · Lutz Wanja  | 3:32.54  |
| 4x200 m Livre   | Alemanha Ocidental · Klaus Steinbach · Werner Lampe · Folkert Meeuw · Peter Nocke     | 7:39.70  | União Soviética · Aleksandr Samsonov · Andrey Krylov · Viktor Aboymov · Georgiy Kulikov  | 7:42.06  | Suécia · Bernt Zarnowiecki · Anders Bellbring · Peter Pettersson · Bengt Gingsjö   | 7:43.10  |
| 4x100 m Medley  | Alemanha Ocidental · Klaus Steinbach · Walter Kusch · Folkert Meeuw · Peter Nocke     | 3:51.57  | Reino Unido · Colin Cunningham · David Wilkie · Stephen Nash · Brian Brinkley            | 3:54.13  | União Soviética · Igor Potyakin · Nikolay Pankin · Viktor Sharygin · Vladimir Bure | 3:54.37  |

Feminino
| Evento          | Ouro                                                                                  | Ouro    | Prata                                                                                | Prata   | Bronze                                                                             | Bronze  |
| 100 m Livre     | Kornelia Ender · Alemanha Oriental                                                    | 56.96   | Angela Franke · Alemanha Oriental                                                    | 57.82   | Enith Brigitha · Países Baixos                                                     | 58.10   |
| 200 m Livre     | Kornelia Ender · Alemanha Oriental                                                    | 2:03.22 | Enith Brigitha · Países Baixos                                                       | 2:03.73 | Andrea Eife · Alemanha Oriental                                                    | 2:05.04 |
| 400 m Livre     | Angela Franke · Alemanha Oriental                                                     | 4:17.83 | Cornelia Dörr · Alemanha Oriental                                                    | 4:19.72 | Novella Calligaris · Itália                                                        | 4:22.92 |
| 800 m Livre     | Cornelia Dörr · Alemanha Oriental                                                     | 8:52.45 | Novella Calligaris · Itália                                                          | 8:57.93 | Gudrun Wegner · Alemanha Oriental                                                  | 8:59.79 |
| 100 m Costas    | Ulrike Richter · Alemanha Oriental                                                    | 1:03.30 | Ulrike Tauber · Alemanha Oriental                                                    | 1:05.07 | Enith Brigitha · Países Baixos                                                     | 1:05.94 |
| 200 m Costas    | Ulrike Richter · Alemanha Oriental                                                    | 2:17.35 | Ulrike Tauber · Alemanha Oriental                                                    | 2:18.72 | Enith Brigitha · Países Baixos                                                     | 2:21.33 |
| 100 m Peito     | Christel Justen · Alemanha Ocidental                                                  | 1:12.55 | Renate Vogel · Alemanha Oriental                                                     | 1:13.69 | Ágnes Kaczander · Hungria                                                          | 1:14.95 |
| 200 m Peito     | Karla Linke · Alemanha Oriental                                                       | 2:34.99 | Anne-Katrin Schott · Alemanha Oriental                                               | 2:38.88 | Marina Yurchenya · União Soviética                                                 | 2:42.04 |
| 100 m Borboleta | Rosemarie Kother · Alemanha Oriental                                                  | 1:01.99 | Anne-Katrin Leucht · Alemanha Oriental                                               | 1:03.63 | Gunilla Andersson · Suécia                                                         | 1:04.67 |
| 200 m Borboleta | Rosemarie Kother · Alemanha Oriental                                                  | 2:14.45 | Anne-Katrin Leucht · Alemanha Oriental                                               | 2:18.45 | Barbara Schwarzfeldt · Alemanha Ocidental                                          | 2:19.71 |
| 200 m Medley    | Ulrike Tauber · Alemanha Oriental                                                     | 2:18.97 | Andrea Hübner · Alemanha Oriental                                                    | 2:23.97 | Irina Fetisova · União Soviética                                                   | 2:25.40 |
| 400 m Medley    | Ulrike Tauber · Alemanha Oriental                                                     | 4:52.42 | Gudrun Wegner · Alemanha Oriental                                                    | 4:58.78 | Susan Richardson · Reino Unido                                                     | 5:06.71 |
| 4x100 m Livre   | Alemanha Oriental · Kornelia Ender · Angela Franke · Andrea Eife · Andrea Hübner      | 3:52.48 | Países Baixos · Anke Rijnders · Ada Pors · Veronica Stel · Enith Brigitha            | 3:57.08 | França · Claude Mandonnaud · Sylvie Le Noach · Chantal Schertz · Guylaine Berger   | 3:57.61 |
| 4x100 m Medley  | Alemanha Oriental · Ulrike Richter · Renate Vogel · Rosemarie Kother · Kornelia Ender | 4:13.78 | Alemanha Ocidental · Angelika Griesser · Christel Justen · Beate Jasch · Jutta Weber | 4:23.50 | Suécia · Gunilla Lundberg · Jeanette Pettersson · Gunilla Andersson · Diana Olsson | 4:23.90 |

Legenda:  – Recorde mundial

### Nado sincronizado
Feminino
| Evento | Ouro                                       | Ouro   | Prata                                                  | Prata  | Bronze                                            | Bronze |
| Solo   | Jane Holland · Reino Unido                 | 93.820 | Angelika Honsbeek · Países Baixos                      | 82.040 | Brigitte Serwonski · Alemanha Ocidental           | 79.320 |
| Dueto  | Reino Unido · Jane Holland · Jennifer Lane | 89.050 | Alemanha Ocidental · Beate Mäckle · Brigitte Serwonski | 82.415 | Países Baixos · Helma Giuvers · Angelika Honsbeek | 78.010 |
| Equipe | Reino Unido                                | 88.490 | Alemanha Ocidental                                     | 85.293 | Países Baixos                                     | 78.859 |

### Saltos Ornamentais
Masculino
| Evento          | Ouro                   | Ouro   | Prata                             | Prata  | Bronze                                 | Bronze |
| Trampolim 3 m   | Klaus Dibiasi · Itália | 603.51 | Franco Cagnotto · Itália          | 593.94 | Vyacheslav Strakhov · União Soviética  | 583.71 |
| Plataforma 10 m | Klaus Dibiasi · Itália | 562.83 | Falk Hoffmann · Alemanha Oriental | 557.28 | Aleksandr Gendrikson · União Soviética | 522.51 |

Feminino
| Evento          | Ouro                  | Ouro   | Prata                            | Prata  | Bronze                                  | Bronze |
| Trampolim 3 m   | Ulrika Knape · Suécia | 465.57 | Irina Kalinina · União Soviética | 460.17 | Tamara Safonova · União Soviética       | 455.34 |
| Plataforma 10 m | Ulrika Knape · Suécia | 408.87 | Irina Kalinina · União Soviética | 399.54 | Elena Vaytsekhovskaya · União Soviética | 366.12 |

### Polo Aquático
| Evento    | Ouro    | Prata           | Bronze     |
| Masculino | Hungria | União Soviética | Iugoslávia |

## Quadro de medalhas
| Ordem | País               | Medalha de ouro | Medalha de prata | Medalha de bronze | Total |
| ----- | ------------------ | --------------- | ---------------- | ----------------- | ----- |
| 1     | Alemanha Oriental  | 17              | 15               | 4                 | 36    |
| 2     | Alemanha Ocidental | 6               | 5                | 4                 | 15    |
| 3     | Reino Unido        | 5               | 3                | 3                 | 11    |
| 4     | Hungria            | 3               | 1                | 4                 | 8     |
| 5     | União Soviética    | 2               | 7                | 11                | 20    |
| 6     | Itália             | 2               | 2                | 1                 | 5     |
| 7     | Suécia             | 2               | 1                | 3                 | 6     |
| 8     | Países Baixos      | 0               | 3                | 5                 | 8     |
| 9     | França             | 0               | 0                | 1                 | 1     |
| 9     | Iugoslávia         | 0               | 0                | 1                 | 1     |
| Total | Total              | 37              | 37               | 37                | 111   |